# Без креста
«Без креста» — сингл группы «Алиса», выпущенный 3 октября 2003 года в преддверии выхода альбома «Сейчас позднее, чем ты думаешь».
В сингл вошли три песни:
- «Родина», исполненная дочерью Константина Кинчева Верой;
- «Без креста», записанная при участии Сергея «Чижа» Чигракова;
- «Песня без слов», кавер-версия композиции Виктора Цоя, записанная для концертного трибьюта группы "Кино" - "День рождения Виктора Цоя" (оригинал вышел на альбоме «Звезда по имени Солнце»).

Также диск включает видеоклип на песню «Родина».

## Список композиций
| №  | Название                      | Автор(ы)          | Длительность |
| -- | ----------------------------- | ----------------- | ------------ |
| 1. | «Родина»                      | Константин Кинчев | 4:06         |
| 2. | «Без креста» (Single-version) | Константин Кинчев | 5:14         |
| 3. | «Песня без слов» (Live)       | Виктор Цой        | 4:25         |
| 4. | «Родина» (Клип)               | Константин Кинчев |              |

## Оформление
Обложка сингла оформлена в типичных алисовских цветах - красном и чёрном. Её лицевая сторона представляет собой кадр из клипа на песню «Родина». Сам диск – прозрачный, цвета кагора, который символизирует кровь Христа. К синглу прилагается 28-страничный буклет, содержащий десять статей об Алисе и её новой пластинке.